# Reinhold-Schulz-Waldpark

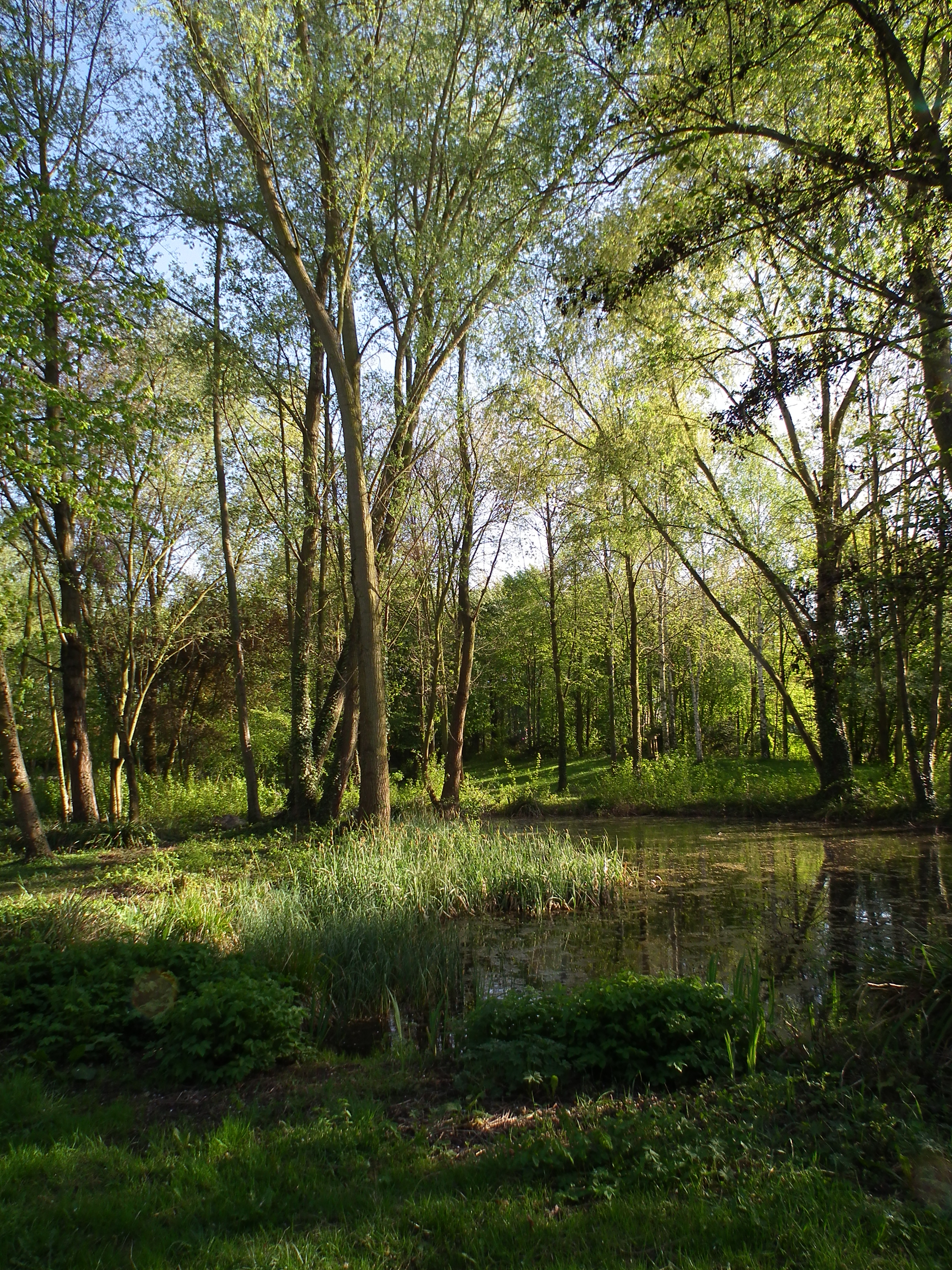
Frühlingssonne im Waldpark

Der Reinhold-Schulz-Waldpark ist ein Park in der baden-württembergischen Stadt Ladenburg. Namensgeber ist der langjährige Bürgermeister und Ehrenbürger von Ladenburg, Reinhold Schulz.

## Geschichte
1982 beschloss der Gemeinderat das Gelände des ehemaligen Lehr- und Versuchsgartens zu erwerben. 1983 wurde dann der Waldpark Förderverein gegründet.

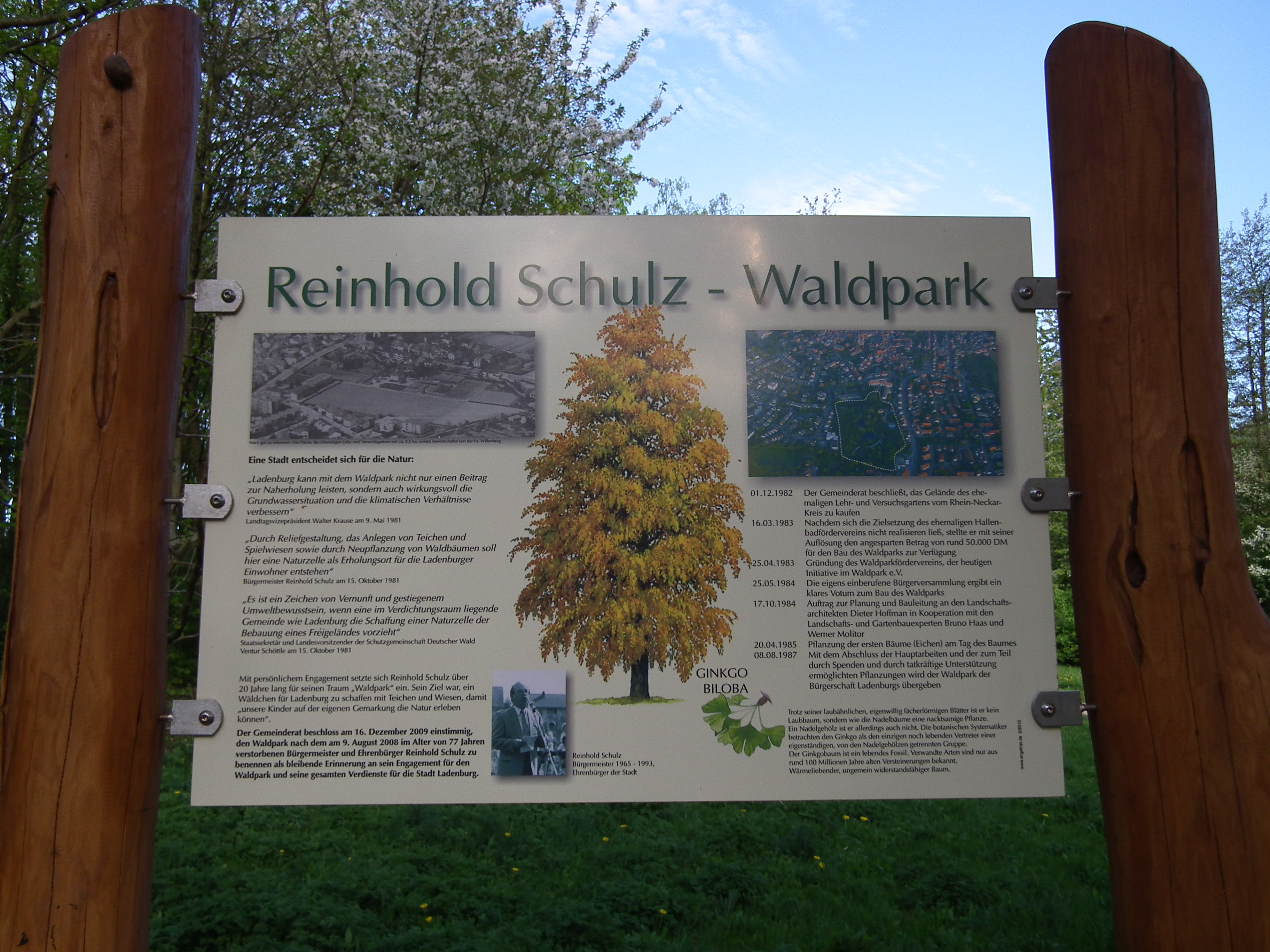
Infotafel

2020 siedelten sich im Waldpark Biber an. Bereits drei Jahre zuvor siedelte der erste Biber nahe der Bacherlebnisstation (BUND) Ladenburg.
Ab 2021 startet die Draußenschule Ladenburg (Grundschule in freier Trägerschaft), welche im Waldpark beheimatet ist.